# كوتارو ناكامورا (عسكري)
كوتارو ناكامورا (باليابانية: 中村孝太郎؛ بالكانا: なかむら こうたろう) هو عسكري ياباني، ولد في 28 أغسطس 1881 في إيشيكاوا في اليابان، وتوفي في 29 أغسطس 1947.